# Digonis alba
Digonis alba là một loài bướm đêm trong họ Geometridae.